# Buzzy Trent
Buzzy Trent (de son vrai nom Goodwin Murray Trent Jr, San Diego, 13 mai 1929 — 27 septembre 2006) est un surfeur américain, précurseur dans le domaine du surf de grosses vagues. Il est célèbre pour avoir surfé les plus grosses vagues d'Hawaii dans les années 1960. Il a travaillé avec Joe Quigg sur le concept du Gun.

## Biographie
Né à San Diego et élevé à Santa Monica, il commença le surf à 12 ans. Il emménagea en 1952 à Hawaii et y lança le surf sur grosses vagues avec George Downing et Greg Noll. Il devint internationalement célèbre en novembre 1953, lorsqu'il fut photographié par Thomas "Scoop" Suzuki en train de surfer sur une vague d'hiver de 6 m à Makaha : ce fut la première photo largement diffusée de surf de grosses vagues. 
Durant toute sa vie, il fut un athlète exceptionnel, excellent joueur de football américain, pratiquant aussi la plongée sous-marine et le deltaplane. Marié en 1955, père de deux enfants, il gagna sa vie comme pompier, puis comme ouvrier dans le bâtiment.
Il fait une apparition dans le documentaire de Stacy Peralta sur le surf Riding Giants (2004).
Buzzy Trent est mort dans son sommeil à 77 ans le 27 septembre 2006, à la maison de retraite Hale Ho Aloha à Honolulu.

## Anecdote
Buzzy Trent aimait dire « Tu ne chasserais pas les grosses vagues avec un fusil à plomb », d'où le mot Gun. La version originale de la phrase serait selon d'autre sources[évasif] : "If You want hunt the rhino, you don't take a baby gun".[réf. nécessaire]
La "vraie" phrase attribuée à Buzzy Trent est celle-ci: "On ne chasse pas l'éléphant avec une carabine à air comprimé; ce qu'il faut, c'est un fusil à éléphants." ("You don't shoot elephants with a BB gun; what you need is an elephant gun") D'où le terme "elephant gun" (ou "rhino gun" selon d'autres sources) pour désigner une planche spécialement conçue pour les grosses vagues. Avec le temps, seul est resté le mot "gun".